# Matudán mac Áeda
Matudán mac Áeda  (mort en  950), est un souverain issu du Dál Fiatach qui règne sur l' Ulaid de  937 à 950.

## Contexte
Matudán est le 2e des fils  d'Áed mac Eochocáin. À la suite du meurtre par ses propres sujets de son frère ainé Dubgall mac Áeda il lui succède à la tête du Dál Fiatach Après la disparition du roi d'Ulaid d'origine inconnue d'Eochaid mac Conail il accède à la souveraineté régionale sur l'Ulster sur lequel il règne quinze années selon la liste royale du Livre de Leinster.
En 949 Matudán fils d'Aed et un certain, Niall petit-fils d'Erulb effectuent une expéditions et pillent Druim Inasclainn, sur le territore de Conaille dans l'actuel comté de Louth, ainsi que l'Île dite: Inis Caín Dega.Les Annales des quatre maitres relèvent que  Matudán fils d'Áed est tué lui-aussi par les Hommes d'Ulaid eux-mêmes Les Annales d'Ulster précisent que les meurtriers sont d'une lignée apparentée les Uí Echach, c'est-à-dire, les fils de Bran, mais que « Dieu le venge rapidement car ils trouvent peu après  leurs propres morts » Il a comme successeur son fils Ardgal mac Matudáin  Sa fille Echrad ingen Matudán épouse le roi d'Osraige, Cellach mac Cerbaill

## Sources
- (en) Francis John Byrne, Irish Kings and High-Kings, Dublin, Courts Press History Classics, 2001, 341 p. (ISBN 1-851-82-196-1)
- (en) T.W Moody, F.X. Martin,F.J. Byrne, Maps, Genealogies, Lists. A companion to Irish History part II, Oxford, Oxford University Press, coll. « A New History of Ireland » (no 9), 2011, 674 p. (ISBN 9780199593064)